# Frisson
Le frisson ou frissonnement, est une réaction du corps chez les animaux homéothermes (capables de maintenir leur température interne constante quelle que soit la température extérieure), dont l'humain fait partie, face aux agents externes (froid, agents allergènes, faiblesse émotionnelle, etc.).
Il intervient communément lors d'une situation hypothermique (frisson thermique qui augmente la thermogenèse) : le corps va actionner l'ensemble des muscles sous-cutanés afin de réchauffer l'épiderme sans avoir besoin d'utiliser le sang chaud, qui se concentre à ce moment-là sur les organes vitaux. Il est associé à la piloérection (appelée chair de poule ou horripilation) et aux adaptations comportementales telles que le recroquevillement, la friction et la tenue vestimentaire.

## Thermorécepteurs

### Thermorécepteurs périphériques
Il s’agit de neurones sensitifs dont les terminaisons axonales sont disséminées dans la peau à proximité des capillaires sanguins. Ils détectent des modifications de la température cutanée, en étant particulièrement sensibles aux variations rapides. La plus grande densité de ce type de récepteurs se situe au niveau de la face.
Les thermorécepteurs périphériques sensibles au froid se situent dans l’épiderme. Ce sont des terminaisons de fibres nerveuses non myélinisées. Ils émettent une fréquence maximale de potentiel d’action pour une température voisine de 30 degrés. Ils sont de type TRPM8, ce sont des récepteurs ionotropiques qui laissent entrer les ions sodium et calcium dans la synapse. Cela entraine une dépolarisation qui provoque un potentiel d'action.
Le seuil dynamique de ces récepteurs est de -0.04 degré par seconde.

### Thermorécepteurs centraux
Les thermorécepteurs centraux se situent dans différentes zones profondes de l’organisme : la paroi des organes intra-abdominaux, des gros troncs veineux, la moelle épinière et dans l’aire pré optique au niveau de l’hypothalamus antérieur. Ils se distinguent des récepteurs cutanés par le fait que leur activité et leur thermosensibilité sont modulables par l’activité d’autres neurones.

## Mécanisme
À partir d’une diminution de la température externe de 0,04 °C par seconde, les récepteurs périphériques au froid situés dans l’épiderme s’activent. L’influx nerveux est envoyé à la moelle épinière, puis au noyau para-brachial latéral et enfin à l’hypothalamus. Dans l’hypothalamus, le message nerveux emprunte le noyau pré-optique puis le dorso-médian. De l’hypothalamus, il est envoyé aux noyaux du raphé, centre sérotoninergique innervant la moelle épinière qui, via les motoneurones alpha, entraine une contraction des muscles squelettiques de manière brève et répétée (jusqu’à 12 contractions par seconde). Ceci permet d’augmenter la température interne par dissipation de chaleur. Si ce mécanisme est insuffisant, la baisse de température externe va entrainer une diminution de la température interne. Les récepteurs centraux sont sensibles aux variations thermiques. Ils sont situés majoritairement dans le noyau pré-optique hypothalamique et modulent leur activité en fonction de la température du sang. Le message nerveux emprunte ensuite la même boucle thermorégulatrice.

### Frisson chez les grands brulés
L'une des principales fonctions de la peau est le maintien homéostatique de la température centrale. La thermorégulation est altérée chez les grands brulés en partie à cause de l’absence des récepteurs périphériques ainsi la boucle de thermorégulation ne peut pas
se mettre en place normalement.

### Frisson post chirurgical
Il peut survenir à la suite d’une intervention chirurgicale en conséquence de plusieurs phénomènes : l'hypothermie péri-opératoire, la douleur postopératoire, les pertes thermiques péri-opératoires, l'effet de certains produits anesthésiques (gaz halogénés, pentothal, ou de faibles quantités de morphiniques), l'alcalose respiratoire.

### Frisson émotionnel
Il peut faire partie des réactions émotionnelles comme la peur, le plaisir, etc. Les émotions sont le résultat de l'intégration de messages nerveux au sein du système limbique (hippocampe, amygdale, etc.) qui entretient des relations étroites avec l'hypothalamus où sont programmées les réponses émotionnelles comme le frisson thermogénique. Les messages émotionnels peuvent entraîner une augmentation de la température de l'organisme allant parfois jusqu'à plus de deux degrés.